# Will Wright
Will Ralph Wright (ur. 20 stycznia 1960 w Atlancie) – amerykański projektant gier komputerowych i współzałożyciel firmy Maxis. Zaprojektował gry symulacyjne: SimCity, The Sims, Spore.

## Życiorys
Mieszkał w Atlancie do dziewiątego roku życia, kiedy to umarł jego ojciec. Wtedy jego matka zdecydowała się przenieść do ich rodzinnego domku w Baton Rouge w Luizjanie. Gdy w wieku szesnastu lat zdał ostatnią klasę szkoły średniej, wstąpił na Uniwersytet Stanu Luizjana; później przeniósł się na Uniwersytet Techniczny Luizjany, a następnie do The New School w Nowym Jorku. Rozpoczął na kierunku architektonicznym, zmienił go na inżynierię mechaniczną i dopiero potem zajął się informatyką i robotyką. Po pięciu latach we Wright zakończył swoją naukę.
Podczas wakacji poznał swoją przyszłą żonę, Joellę Jones, artystkę, która przyjechała do Luizjany z Kalifornii. W wywiadzie z lutego 2003 Will Wright powiedział, że tworzenie gier zajmowało mu tak dużo czasu, że zdecydował się zarabiać na nich. Pierwszą grą Wrighta była gra akcji Raid on Bungeling Bay (1984) na komputer Commodore 64.
Wright powiedział również, że więcej zabawy przynosi mu tworzenie poziomów za pomocą jego edytora poziomów dla Raid on Bungeling Bay, niż właściwe granie w tę grę. Stworzył następną grę, która później wyewoluowała w SimCity, lecz miał problemy ze znalezieniem wydawcy. Gra po części była zainspirowana pracą dwóch teoretyków budowlanych, Christophera Alexandera i Jaya Forrestera.
W 1986 poznał Jeffa Brauna, inwestora, który chciał wejść do przemysłu gier komputerowych. Razem stworzyli, w 1987, firmę Maxis, z siedzibą w Walnut Creek w Kalifornii. Gra SimCity (1989) okazała się hitem i uznaje się ją za jedną z najbardziej wpływowych na inne gry gier.
Po sukcesie SimCity, Wright zaprojektował gry SimEarth (1990) i SimAnt (1991). Współtworzył SimCity 2000 (1993) z Fredem Haslamem i w międzyczasie stworzył kilka innych gier Sim. Następną grą Wrighta był SimCopter (1996). Mimo że żadna z tych gier nie odniosła takiego sukcesu jak SimCity, każda z nich utwierdzała reputację Wrighta jako projektanta tzw. software toys – gier, w których nie można wygrać lub przegrać. W 1992 Wright wraz z rodziną przeniósł się do Orinda w Kalifornii.
Maxis wszedł na giełdę amerykańską w 1995 z dochodem 38 milionów dolarów amerykańskich. Akcje osiągnęły 50 milionów dolarów i potem zaczęły spadać, gdy Maxis zaczął odnotowywać straty. Electronic Arts wykupiło Maxis w czerwcu 1997. Wright myślał o stworzeniu wirtualnego domu dla lalek od początku lat 90., podobnego do SimCity, lecz pod zarządzaniem miałyby się znaleźć odpowiednie osoby, a nie całe miasto. Początkowo Wright stworzył pomysł komputerowego projektanta wnętrz, nazwanego Home Tactics, lecz zmienił założenia gry, gdy podpowiedziano mu, że powinien się bardziej skupić na przeżyciach wirtualnych domowników. Trudno było sprzedać ten pomysł właścicielowi Electronic Arts, ponieważ już 40% pracowników Maxisa zostało zwolnionych.
Electronic Arts wydało grę The Sims w lutym 2000, która okazała się największym dotąd sukcesem Wrighta. The Sims prześcignęło grę Myst jako najlepiej sprzedającą się grę komputerową wszech czasów i dorobiła się wielu dodatków i kolejnych edycji. Wright zaprojektował wersję gry typu MMO nazwaną The Sims Online, która jednak nie okazała się tak popularna jak jej wersja jednoosobowa.
Wright dostał w 2001 Lifetime Achievement Award („Nagroda Życiowego Osiągnięcia”) przyznaną mu podczas Game Developers Choice Awards. W 2002 został piątą osobą wprowadzoną do Academy of Interactive Arts and Sciences' Hall of Fame. Do 2005 był jedyną osobą uhonorowaną obydwoma tymi tytułami.
Uznany został za jednego z najważniejszych ludzi w przemyśle gier komputerowych, w technologii oraz w rozrywce przez redaktorów czasopism i portali Entertainment Weekly, Time, PC Gamer i GameSpy. Za przyniesienie na rynek masowy gier symulacyjnych Wright został nagrodzony w styczniu 2005 przez czasopismo PC Magazine Lifetime Achievement Award ("Nagrodą życiowego osiągnięcia").
Podczas prezentacji 11 marca 2005 na konferencji Game Developers Conference Wright zapowiedział swoją najnowszą grę Spore. Aktualny projekt użył w celu zademonstrowania sposobów na redukcję ilości potrzebnych materiałów końcowych przez projektantów gier.
W 2009 opuścił firmę Maxis.

## Zaprojektowane gry
- seria SimCity
- SimEarth
- SimCopter
- SimAnt
- seria gier The Sims
- Spore

### Lista innych gier, przy których pracował
- Raid on Bungeling Bay (1984), Brøderbund Software, Inc.
- SimCity: Terrain Editor (1989), Atari Europe S.A.S.U.
- SimCity (1989), Atari Europe S.A.S.U.
- SimEarth: The Living Planet (1990), Maxis Software Inc.
- SimAnt: The Electronic Ant Colony (1991), Maxis Software Inc.
- RoboSport (1991), Maxis Software Inc.
- SimLife (1992), Maxis Software Inc., Mindscape Inc.
- A-Train Construction Set (1992), Maxis Software Inc., Ocean Software Ltd.
- Sim Safari (1998), Maxis Software Inc.
- A-Train (1992), Maxis Software Inc.
- SimCity Enhanced CD-ROM (1993), Interplay, Maxis Software Inc.
- SimCity 2000 (edycja specjalna) (1993), Maxis Software Inc.
- SimCity 2000 (1993), Maxis Software Inc.
- Empire Deluxe Scenarios (1993), New World Computing, Inc.
- SimCity Classic (1994), Maxis Software Inc.
- SimCity 2000 Urban Renewal Kit (1994), Maxis Software Inc.
- SimTown (1995), Maxis Software Inc.
- SimTower: The Vertical Empire (1995), Maxis Software Inc.
- SimIsle: Missions in the Rainforest (1995), Maxis Software Inc.
- Marble Drop (1997), Maxis Software Inc.
- SimCity 3000 (1999), Electronic Arts Inc.
- SimCity 3000 Unlimited (2000), Electronic Arts Inc.
- Seaman (2000), Sega Entertainment, Inc.
- The Sims: Zwierzaki (2002), Electronic Arts Inc.
- The Sims Online (2002), Electronic Arts Inc.
- The Sims: Gwiazda (2003), Electronic Arts Inc.
- The Sims: Abrakadabra (2003), Electronic Arts Inc.
- The Sims Bustin’ Out (2003), Electronic Arts Inc.
- SimCity 4 (2003), Electronic Arts Inc.
- The Urbz: Simowie w Mieście (2004), Electronic Arts Inc.
- Psychonauts (2005), Majesco Games